# 125号加利福尼亚州州道
125号加利福尼亚州州道（英語：California State Route 125，SR 125）是位于圣迭戈县的一条南北方向的州级公路。该公路从美墨边境附近出发，向北直到52号加利福尼亚州州道，全长12.715英里。